# Родден
Родден (нем. Rodden) — деревня в Германии, в земле Саксония-Анхальт, входит в район Зале в составе городского округа Лойна.
Население составляет 248 человек (на 31 декабря 2008 года). Занимает площадь 3,61 км².

## История
Первое упоминание о поселении относится к 1285 году.
31 декабря 2009 года Родден был включён в состав городского округа Лойна в качестве района. В этот район также входит деревня Писсен.

## Галерея

Родден на карте района и округа
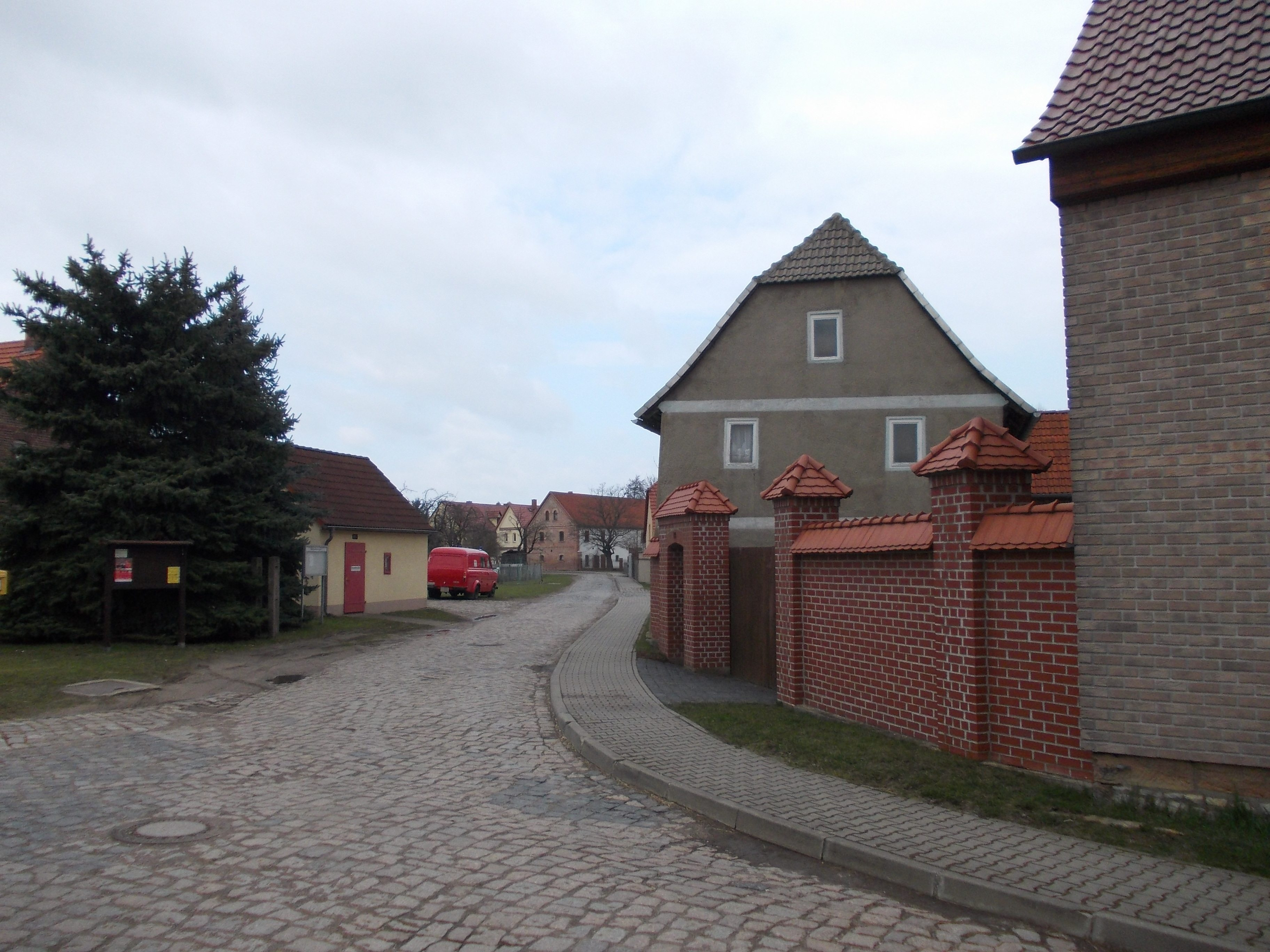
Улочка в Роддене